# رود نورا (استان آمور)
رود نورا (روسی: Нора) یک رود در استان آمور کشور روسیه است.